# ۵۵۷ (خورشیدی)
۵۵۷ پانصد و پنجاه و هفتمین سال هجری خورشیدی است.